# Dunkers Bernsteinschnecke
Dunkers Bernsteinschnecke (Oxyloma dunkeri) ist eine Schneckenart der Familie der Bernsteinschnecken (Succineidae) aus der Unterordnung der Landlungenschnecken (Stylommatophora). 

## Merkmale
Das Gehäuse von Oxyloma dunkeri ist bis 19 mm hoch und bis 8,3 mm breit (bis 24 mm hoch und bis 11,5 mm breit). Die letzte Windung ist sehr groß, die Mündung ist 14,5 mm hoch und 7,3 mm breit. Das Gehäuse ist durchscheinend, glänzend-bernsteinfarben mit dicker, fester Schale. Es weist in der Regel drei Windungen auf. Die Windungen sind stark abgeflacht, die erste Windung ist besonders klein. Der letzte Umgang nimmt dabei etwa zwei Drittel der Gehäusehöhe ein, das eigentliche Gewinde ist damit sehr kurz. Es ist geradseitig gestreckt, der untere Rand annähernd gerade bis leicht konkov gewölbt. Die Oberfläche weist unregelmäßige, aber deutliche Anwachsstreifen auf. 
Der Weichkörper ist dunkelgrau bis schwärzlich. Die Sohle ist dreigeteilt und weiß. Im Genitaltrakt ist die herzförmige Geschlechtsdrüse im obersten Teil des Gehäuses in eine pigmentierte Kapsel eingeschlossen. Von der Drüse geht der zunächst dünne, nicht pigmentierte Eisamenleiter aus. Der Eisamenleiter ist im zentralen Teil sehr stark aufgebläht und gewunden. Der Durchmesser verringert sich wieder und mündet in eine sackartige Struktur. Von dieser Struktur zweigt der männliche Leiter ab, der in die Prostata mündet. Der obere Teil des Eileiters ist eng zickzackartig gefaltet. Die braun-gelbe Albumindrüse (Eiweißdrüse) ist zungenförmig und liegt auf den Windungen des Eisamenleiters. Der untere Teil des Eileiters ist lang und undurchsichtig. Hier zweigt der Stiel der kugeligen Spermathek ab, der an der Basis stark verdickt ist und etwa doppelt so dick wie der Eileiter ist. Die Vagina ist vergleichsweise breit, etwa doppelt so dick wie der Penis und auch vergleichsweise lang. Sie weitet sich zur Verzweigung Eileiter/Stiel der Spermathek hin.
Im männlichen Trakt ist die Prostata groß und länglich. Der Samenleiter ist dünn, und nicht gewunden. Er mündet seitlich kurz vor dem Apex in den Penis. Dieser ist von einer Penishülle umgeben. Im Innern der Penishülle befindet sich der eigentliche Penis, ein stark gewundener Epiphallus und ein sehr kleiner, zipfelförmiger Blindsack mit einem kugeligen Ende. Der Penisretraktormuskel setzt am Apex der Penishülle an. Er ist vergleichsweise dick und lang, deutlich länger als der Penis selber. Der Penis hat „normale“ Dicke (wie Oxyloma elegans und Oxyloma sarsii) ist jedoch im Vergleich mit der Vagina nur halb so breit.

### Ähnliche Arten
Dunkers Bernsteinschnecke (Oxyloma dunkeri) kann anhand des Gehäuses meist nicht sicher von der Schlanken Bernsteinschnecke (Oxyloma elegans) unterschieden werden. Im Genitalapparat ist der Penisretraktormuskel deutlich länger als der Penis (bei O. elegans genau umgekehrt) und die Vagina ist doppelt so weit wie der Penis breit. Die Prostata ist größer und länger als in Oxyloma elegans. Der Blindsack am Ende des Penis s. str. (in der Penishülle) besitzt ein kugeliges Ende. Im weiblichen Teil liegt der Abzweig der Spermathek deutlich „höher“, die Vagina ist damit deutlich länger als bei Oxyloma elegans. Der Stiel der Spermathek ist an seiner Basis, direkt nach der Verzweigung von Eileiter und Stiel, stark verdickt. Sie weitet sich zur Verzweigung Eileiter/Stiel der Spermathek hin. Bei Oxyloma sarsii weitet sich die Vagina zum Atrium hin. Bei dieser Art ist außerdem der Stiel der Spermathek viel kürzer.

## Geographische Verbreitung und Lebensraum
Das Verbreitungsgebiet der Art erstreckt sich über Österreich, Ungarn, Rumänien, Bulgarien, die Ukraine und Südrussland bis nach Anatolien. Ein Vorkommen in Südtirol ist fraglich.
Die Tiere leben auf Schlammböden in Überschwemmungsgebieten.

## Taxonomie
Das Taxon wurde 1865 von Ludwig Pfeiffer als Succinea dunkeri erstmals beschrieben. Der Artname soll Wilhelm Dunker ehren.
Succinea hungarica Hazay, 1881 mit den zwei Varietäten hasta Hazay, 1881 und bipartita Hazay, 1881 wird von der Fauna Europaea als Synonym aufgefasst. Die Art wird nicht von allen Autoren anerkannt, und wurde auch als Synonym der Schlanken Bernsteinschnecke (Oxyloma elegans) angesehen.

## Gefährdung
Dunkers Bernsteinschnecke ist in Deutschland „stark gefährdet“ (Gefährdungskategorie 2).